# ラホーヤ (原子力潜水艦)
|          |                                            |
| 艦歴     |                                            |
| 発注     | 1973年12月10日                             |
| 起工     | 1976年10月16日                             |
| 進水     | 1979年8月11日                              |
| 就役     | 1981年9月30日                              |
| 退役     | 2014年10月16日                             |
| 除籍     | 2019年11月15日                             |
| その後   | 除籍                                       |
| 母港     | ハワイ州真珠湾                             |
| 性能諸元 |                                            |
| 排水量   | 満載：6,141 トン、 基準：5,774 トン        |
| 全長     | 110.3 m (362 ft)                           |
| 全幅     | 10 m (33 ft)                               |
| 喫水     | 9.7 m (32 ft)                              |
| 最大速   | 水上25 kt (46 km/h)、 水中30+ kt (56 km/h) |
| 潜行深度 | 290 m (950 ft)                             |
| 機関     | S6G reactor 1基                            |
| 乗員     | 士官12名、兵員98名                         |
| モットー |                                            |
|          |                                            |

ラホーヤ(USS La Jolla, SSN-701)は、アメリカ海軍のロサンゼルス級原子力潜水艦の14番艦。艦名はカリフォルニア州ラホーヤに因んで命名された。

## 艦歴
ラホーヤは1973年12月10日にコネチカット州グロトンのジェネラル・ダイナミクス・エレクトリック・ボート社に建造発注され、1976年10月16日に起工した。1979年8月11日にボブ・ウィルソン夫人によって命名、進水し、1981年9月30日に艦長ジェームズ・R・ラング大佐の指揮下就役する。
1982年後半、ラホーヤはサンフランシスコ沖30マイルにおいて潜望鏡深度で航行中、パーミット (USS Permit, SSN-594) と衝突した。ラホーヤは方向蛇を小破し、パーミットの船体に1m幅、3m長の傷が生じた。
ラホーヤは1983年4月29日に太平洋ミサイル試験センターで最初のトマホーク巡航ミサイル発射試験に成功した。
1998年2月11日、韓国の鎮海から約9マイルの水域で27トンのトロール漁船と衝突する、トロール漁船の5人の乗組員はラホーヤの乗組員によって救助された。
ラホーヤは2000年にドライデッキシェルターが装着された。
2004年8月23日、太平洋での6ヶ月の配備後にラホーヤは真珠湾に帰還した。ラホーヤは韓国、日本、シンガポール、サイパン、グアムを訪問し、5度の多国籍演習に参加した。
ラホーヤは2014年10月16日に退役した。その後、母港のハワイ州真珠湾を後にし、ノースカロライナ州ノーフォーク海軍基地に向かった。ラホーヤはノーフォーク海軍工廠で艦体を3分割する改装作業を行い、2017年8月にチャールストン海軍基地で繫留訓練艦となった。